# روکانتیشکس، شاترینینکای
روکانتیشکس روستایی در شهرداری بخش ویلنیوس می باشد که ۱ کیلومتر (۰٫۶۲ مایل) از گریگایتسی فاصله دارد. جاده ملی کی کی ۱۰۱ از قلمرو روستا می گذرد.

## تاریخ
قسمت غربی تاریخی روستا جدا گردید و به شهر ویلنیوس به هم وصل گردیدند تا ناحیه روکانتیشکس ویلنیوس را ایجاد دهد. 

## اردوگاه نظامی
در تاریخ ۲۴ اوت ۲۰۲۲ کار ساخت و ساز برای پایگاه نظامی نوین در روکانتیشکس شروع شد.  این پروژه شامل پایگاه ارتش با فضاهای زندگی همیشگی برای سرباز ها ، ساختمان های پزشکی، مجتمع های تفریحی و ورزشی، اتاق های آموزش نظامی، پارکینگ هایی برای وسایل نقلیه نظامی می باشد. این به نام مقر برای تیپ پیاده نظام مکانیزه دوک وایدوک خدمت خواهد کرد. 